# Dilys Rose
Dilys Rose (Glasgow, 1954) è una poetessa e romanziera scozzese, residente a Edimburgo, insegna scrittura creativa alla Università di Edimburgo dal 2001..

## Opere

### Poesie
- Madame Doubtfire's Dilemma, Chapman, 1989
- When I Wear My Leopard Hat: Poems for Young Children (illustrato da Gill Allan) - Scottish Children's Press, 1997
- Lure, Chapman, 2003
- Bodywork, Luath, 2007

### Romanzi
- Our Lady of the Pickpockets, Secker & Warburg, 1989
- Red Tides, Secker & Warburg, 1993
- War Dolls, Headline Review, 1998
- Pest Maiden, Headline Review, 1999 - "meravigliosamente strano e sottomesso"[2]
- Lord of Illusions, Luath Press, 2005 - "crea velocemente una speciale atmosfera"[3]
- Selected Stories, Luath Press, 2005